# Václav Lucemburský (1350–1351)
Václav Lucemburský (17. ledna 1350 Praha – 28. prosince 1351) byl třetím dítětem a prvním synem českého a německého krále Karla IV. a současně jediným dítětem jeho druhé manželky Anny Falcké.
Jeho narození znamenalo velkou změnu v nástupnictví na českém trůnu. Karel IV. totiž s ohledem na fakt, že do té doby neměl žádného syna, označil již dříve za svého následníka svého mladšího bratra Jana Jindřicha, markraběte moravského. Narození Václava situaci radikálně změnilo a Karel IV. se rozhodl tuto změnu jasně demonstrovat: nechal Václavovi ještě před dosažením prvního roku života holdovat jako budoucímu českému králi. Takový krok nebyl běžný, a protože Karel nemohl počítat s tím, že by k neobvyklé přísaze přesvědčil českou šlechtu, holdovalo kojenci mezi 31. červencem a 15. prosincem 1350 dvanáct českých královských měst. V příslušných listinách pak Karel nechal zdůraznit, že následnictví Václava vyplývá ze starého zvyku předávání dědictví v mužské linii a také z právního řádu, neboť Karlův otec Jan Lucemburský rovněž učinil svým dědicem a nástupcem svého nejstaršího syna.
Tomuto aktu předcházelo také vyjednávání o budoucí manželce jedenáctiměsíčního Václava, za niž mu byla vybrána Anna Svídnická, v té době jedenáctiletá. Jednalo se o další krok Karla IV. ke scelení teritoria zemí Koruny české, neboť Anna byla neteří a dědičkou bezdětného Bolka Svídnického, panovníka Svídnicko-Javorska, posledního nezávislého slezského knížectví. Vzhledem k tomu, že v minulosti bývalo Svídnicko místem, kudy vedly nepřátelské výpady proti českým zemím, jevilo se jeho získání také jako otázka zajištění bezpečnosti státu, zvláště když Karel měl spory s polským panovníkem Kazimírem III. Souhlas Bolka Svídnického s uzavřením dědické a svatební smlouvy, podle níž měl po jeho smrti na knížecí trůn usednout Václav, se po obtížných jednáních podařilo získat v prosinci 1350.
V říjnu 1350 Karel IV. vážně a dlouhodobě onemocněl, byl dokonce několik týdnů upoután na lůžko neschopen pohybu. Nejspíše šlo o následky zranění způsobeného při turnaji. Současníci si však příčiny nedokázali nijak vysvětlit a například kronikář Jindřich Taube ze Selbachu se domníval, že se jednalo o úmyslnou otravu, za níž stál Jan Jindřich, jehož panovnické naděje byly Václavovým narozením zklamány.
Veškeré Karlovy plány s malým následníkem trůnu však vzaly za své 28. prosince 1351, kdy Václav zemřel, a český panovník tak zůstal opět bez mužského dědice. Krátce poté, 2. února 1353, skonala také Václavova matka, Anna Falcká. Karel IV. se vzápětí znovu oženil, a to právě s bývalou snoubenkou Václava Annou Svídnickou, čímž nakonec naplnil svůj původní záměr získání javorsko-svídnického knížectví. Naděje Jana Jindřicha (a s ním i celé moravské větve Lucemburků) na český trůn, které byly Václavovou smrtí znovu oživeny, pak definitivně pohasly 26. února 1361, kdy se Karlovi IV. narodil další syn, pozdější král Václav IV.

## Předkové Václava Lucemburského
|                    |                           |  |                          |                       |  |  |  |  |  |  |  | Jindřich VI. Lucemburský |
|                    |                           |  |                          |                       |  |  |  |  |  |  |  |                          |
|                    | Jindřich VII. Lucemburský |  |                          |                       |  |  |  |  |  |  |  |                          |
|                    |                           |  |                          |                       |  |  |  |  |  |  |  |                          |
|                    |                           |  |                          | Beatrix z Avesnes     |  |  |  |  |  |  |  |                          |
|                    |                           |  |                          |                       |  |  |  |  |  |  |  |                          |
|                    | Jan Lucemburský           |  |                          |                       |  |  |  |  |  |  |  |                          |
|                    |                           |  |                          |                       |  |  |  |  |  |  |  |                          |
|                    |                           |  |                          | Jan I. Brabantský     |  |  |  |  |  |  |  |                          |
|                    |                           |  |                          |                       |  |  |  |  |  |  |  |                          |
|                    | Markéta Brabantská        |  |                          |                       |  |  |  |  |  |  |  |                          |
|                    |                           |  |                          |                       |  |  |  |  |  |  |  |                          |
|                    |                           |  |                          | Markéta z Dampierre   |  |  |  |  |  |  |  |                          |
|                    |                           |  |                          |                       |  |  |  |  |  |  |  |                          |
|                    | Karel IV.                 |  |                          |                       |  |  |  |  |  |  |  |                          |
|                    |                           |  |                          |                       |  |  |  |  |  |  |  |                          |
|                    |                           |  |                          | Přemysl Otakar II.    |  |  |  |  |  |  |  |                          |
|                    |                           |  |                          |                       |  |  |  |  |  |  |  |                          |
|                    | Václav II.                |  |                          |                       |  |  |  |  |  |  |  |                          |
|                    |                           |  |                          |                       |  |  |  |  |  |  |  |                          |
|                    |                           |  |                          | Kunhuta Uherská       |  |  |  |  |  |  |  |                          |
|                    |                           |  |                          |                       |  |  |  |  |  |  |  |                          |
|                    | Eliška Přemyslovna        |  |                          |                       |  |  |  |  |  |  |  |                          |
|                    |                           |  |                          |                       |  |  |  |  |  |  |  |                          |
|                    |                           |  |                          | Rudolf I. Habsburský  |  |  |  |  |  |  |  |                          |
|                    |                           |  |                          |                       |  |  |  |  |  |  |  |                          |
|                    | Guta Habsburská           |  |                          |                       |  |  |  |  |  |  |  |                          |
|                    |                           |  |                          |                       |  |  |  |  |  |  |  |                          |
|                    |                           |  |                          | Gertruda z Hohenbergu |  |  |  |  |  |  |  |                          |
|                    |                           |  |                          |                       |  |  |  |  |  |  |  |                          |
| Václav Lucemburský |                           |  |                          |                       |  |  |  |  |  |  |  |                          |
|                    |                           |  |                          |                       |  |  |  |  |  |  |  |                          |
|                    |                           |  | Ludvík II. Hornobavorský |                       |  |  |  |  |  |  |  |                          |
|                    |                           |  |                          |                       |  |  |  |  |  |  |  |                          |
|                    | Rudolf I. Falcký          |  |                          |                       |  |  |  |  |  |  |  |                          |
|                    |                           |  |                          |                       |  |  |  |  |  |  |  |                          |
|                    |                           |  |                          | Matylda Habsburská    |  |  |  |  |  |  |  |                          |
|                    |                           |  |                          |                       |  |  |  |  |  |  |  |                          |
|                    | Rudolf II. Rýnský         |  |                          |                       |  |  |  |  |  |  |  |                          |
|                    |                           |  |                          |                       |  |  |  |  |  |  |  |                          |
|                    |                           |  |                          | Adolf Nasavský        |  |  |  |  |  |  |  |                          |
|                    |                           |  |                          |                       |  |  |  |  |  |  |  |                          |
|                    | Matylda Nasavská          |  |                          |                       |  |  |  |  |  |  |  |                          |
|                    |                           |  |                          |                       |  |  |  |  |  |  |  |                          |
|                    |                           |  |                          | Imagina z Limburgu    |  |  |  |  |  |  |  |                          |
|                    |                           |  |                          |                       |  |  |  |  |  |  |  |                          |
|                    | Anna Falcká               |  |                          |                       |  |  |  |  |  |  |  |                          |
|                    |                           |  |                          |                       |  |  |  |  |  |  |  |                          |
|                    |                           |  |                          | Menhard II. Tyrolský  |  |  |  |  |  |  |  |                          |
|                    |                           |  |                          |                       |  |  |  |  |  |  |  |                          |
|                    | Ota III. Korutanský       |  |                          |                       |  |  |  |  |  |  |  |                          |
|                    |                           |  |                          |                       |  |  |  |  |  |  |  |                          |
|                    |                           |  |                          | Alžběta Bavorská      |  |  |  |  |  |  |  |                          |
|                    |                           |  |                          |                       |  |  |  |  |  |  |  |                          |
|                    | Anna Korutanská           |  |                          |                       |  |  |  |  |  |  |  |                          |
|                    |                           |  |                          |                       |  |  |  |  |  |  |  |                          |
|                    |                           |  |                          | Jindřich V. Tlustý    |  |  |  |  |  |  |  |                          |
|                    |                           |  |                          |                       |  |  |  |  |  |  |  |                          |
|                    | Eufémie Slezská           |  |                          |                       |  |  |  |  |  |  |  |                          |
|                    |                           |  |                          |                       |  |  |  |  |  |  |  |                          |
|                    |                           |  |                          | Alžběta Kališská      |  |  |  |  |  |  |  |                          |
|                    |                           |  |                          |                       |  |  |  |  |  |  |  |                          |